# یوایچی ساتو
یوایچی ساتو (به ژاپنی: 佐藤祐市 Satō Yūichi)؛ (زادهٔ ۱۸ اوت ۱۹۶۲) یک کارگردان فیلم اهل ژاپن است.